# New Computer Express
New Computer Express était un magazine hebdomadaire publié par Future Publishing au Royaume-Uni de 1988 à 1991. Le premier numéro paraît en novembre 1988. Le premier éditeur est Chris Anderson. À cette époque, les micro-ordinateurs 8 bits sont encore très répandus, et les 16 bits augmentent leurs parts de marché. Le PC doit consolider sa position sur le marché intérieur et, par conséquent, le parc informatique est varié. NCE est un magazine multi-format qui tentait de couvrir les développements dans tous les secteurs. Par exemple, en décembre 1989, il comporte des articles couvrant les ordinateurs Amiga, Atari ST, PC, Amstrad CPC, BBC Micro, Acorn Archimedes, Commodore 64, MSX, Atari XE, Amstrad PCW, ZX Spectrum et Sinclair QL. Le magazine cesse de paraître en 1991,,.